# Michael Andersag
Michael Andersag (* 30. September 1799 in Pawigl bei Lana, Tirol; † 15. Mai 1864 in Resaca, Gordon County, Georgia, Konföderierte Staaten von Amerika) war ein österreichisch-amerikanischer Kirchen- und Porträtmaler, der im Amerikanischen Bürgerkrieg als 64-jähriger Soldat der Nordstaaten ums Leben kam.

## Leben
Andersag, unehelicher Sohn der Anna Andersag aus Pawigl, ging zunächst bei einem Glasermeister in Meran in die Lehre und besuchte außerdem die Zeichenschule von Jakob Pirchstaller (1755–1824). Danach ging er nach Graz, wo er sich in Geometrie und Zeichenkunst weiter ausbildete. Anschließend besuchte er ab 1822 die Akademie der bildenden Künste Wien. Seinen Unterhalt bestritt er als Zeichenlehrer. Nach zweijährigem Studium bekam er 1824 im Wettbewerb um den Reichel-Preis für das Bild einer Hl. Cäcilia im Geiste versenkt eine Anerkennung seiner Akademie. Das Bild gelangte in die Sammlung des Tiroler Landesmuseums. Mittels eines Stipendiums konnte er sich nach seiner Rückkehr nach Meran ab 1825/1826 in Rom, wo er bis 1834 blieb, nach nazarenischen Idealen weiter vervollkommnen.

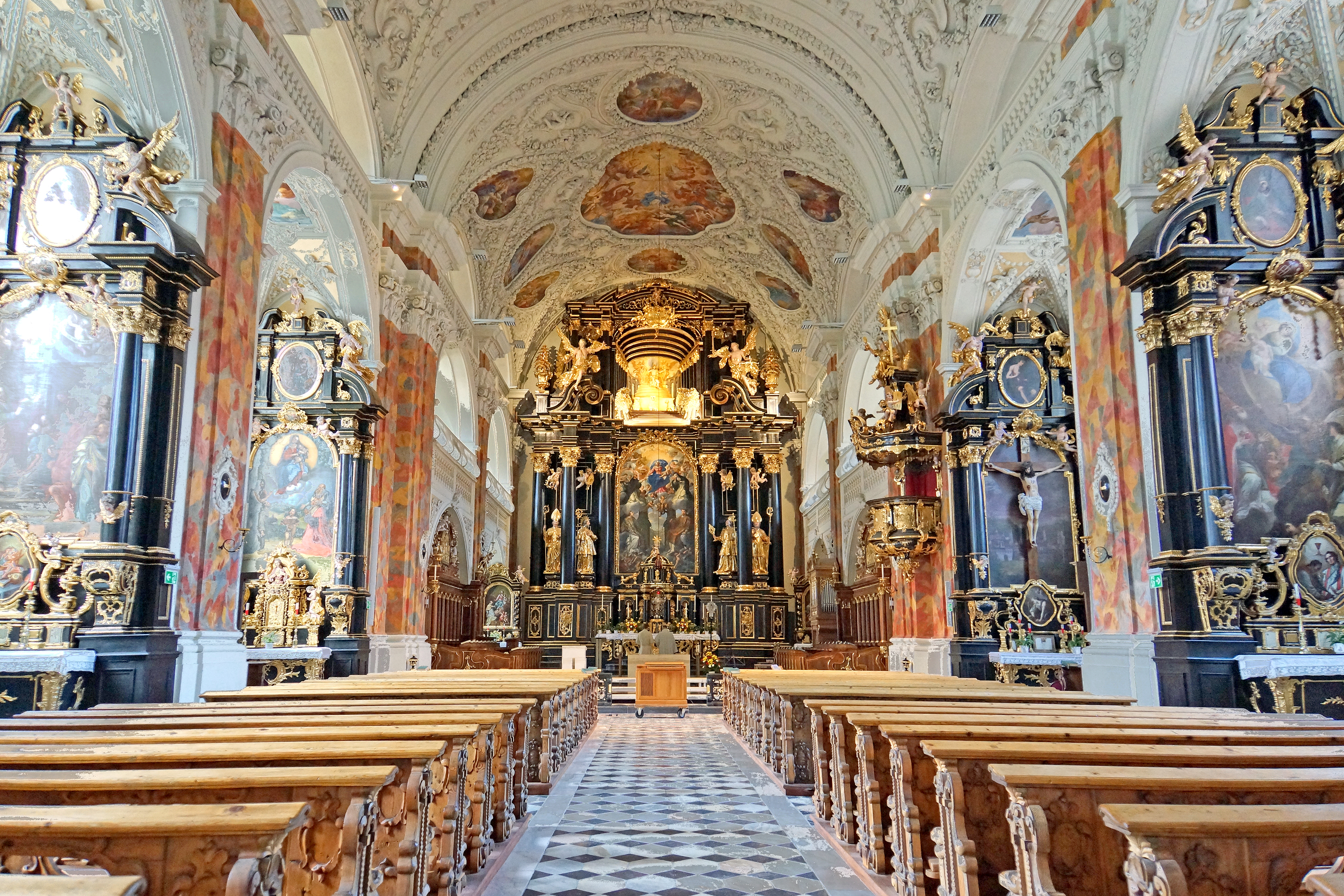
Seitenaltar- und Votivbild Madonna nach Raffael in der Stiftskirche Wilten (zweites Bild von links, Kopie von Raffaels Madonna von Foligno)

In seiner Heimat betätigte er sich als Kirchen- und Freskenmaler. Für die Pfarrkirche in Marling schuf er das Altarbild Krönung Mariae, für die Stiftskirche in Wilten ab 1826 das Stifterbild Madonna nach Raffael, außerdem einen Hl. Norbert und einen Hl. Augustin. Auch für die Pfarrkirche von St. Pankraz im Ultental sowie für Kirchen in Girlan, Meran und Völlan schuf er Altargemälde. Fresken malte er unter anderem für den Ansitz Salegg in Kaltern-Mitterdorf. Darüber hinaus wirkte er als Porträtist, indem er Auftragsporträts und Bildnisse von Päpsten fertigte.
Mit dem Plan, Zeichenlehrer der Polytechnischen Schule von Williamsburg bei Brooklyn im Staate New York zu werden, bestieg er 1852 in Le Havre ein Schiff, das ihn bis zum 2. September des Jahres nach New York City brachte. Am 14. September 1853 beantragte er in der Behörde von Onondaga County die US-amerikanische Staatsbürgerschaft. Danach lebte er weiterhin unverheiratet und arbeitete als Maler in Syracuse (New York). US-Bürger wurde er am 7. Oktober 1857.
Nachdem 1861 der Sezessionskrieg ausgebrochen war, meldete er sich im folgenden Jahr – wie viele andere Männer seiner deutschsprachigen Gemeinschaft – als Freiwilliger für den Dienst in der United States Army und schrieb sich beim 149th New York Volunteer Infantry Regiment ein, das unter der Führung von Colonel Henry A. Barnum (1833–1892) im September 1862 in Syracuse rekrutiert wurde, wo er als Private dessen Kompanie B unter dem Kommando des Captain Nicholas Grumbach (1835–1912) zugeteilt wurde. Bevor er Syracuse verließ, verfügte er als 62-Jähriger in einem Testament, dass seine Ersparnisse und der Erlös aus dem Verkauf seiner Bilder den hinterbliebenen Witwen und Kindern deutscher Soldaten des Sezessionskrieges aus Syracuse zukommen sollen.
Über den Verlauf der Kriegsereignisse stand er mit dem Herausgeber des Syracuse Journal im Briefkontakt. Dorthin berichtete er, dass er im Zusammenhang mit der Schlacht bei Chancellorsville vorübergehend in Gefangenschaft geraten sei, als er und seine Leute sich auf dem Marsch nach Richmond (Virginia) befanden, wobei viele von ihnen in den Kampfhandlungen getötet, verwundet oder ebenfalls gefangen genommen wurden. Weitere Kämpfe, an denen er im Verlauf des Krieges beteiligt war, waren die Schlacht von Gettysburg, die Schlacht von Chattanooga und der Atlanta-Feldzug. Während der dreitägigen Schlacht von Resaca, einer Operation des Atlanta-Feldzugs, wurde er am 15. Mai 1864 als vermisst gemeldet. Er wurde für gefallen erklärt, nachdem man einen ihm zuzuordnenden Körper gefunden hatte, der bis zur Unkenntlichkeit verbrannt war. Einem Bericht zufolge, der vier Jahre später im Südtiroler Volksblatt erschien, war Andersag zunächst bei einem Gefecht zusammen mit anderen schwer verwundet und dann zur Sicherheit in einen Wald verbracht worden, der jedoch im Zuge weiterer Auseinandersetzungen von feindlichen Kräften in Brand gesteckt wurde, so dass dort alle Verwundeten in den Flammen umkamen.